# Мигел Литин
Мигел Ернесто Литин Кукумидес (на испански: Miguel Ernesto Littín Cucumides) е чилийски телевизионен и кинодеец (главно режисьор и сценарист, също филмов продуцент и актьор), както и романист и публицист.
Роден е на 9 август 1942 година в гр. Палмия в семейство на палестинец и гъркиня. Завършва Чилийския университет през 1962 година.
Работи след това като режисьор в телевизията и киното. След държавния преврат в Чили от 1973 година живее и работи в Мексико до края на диктатурата на чилийския генерал Аугусто Пиночет през 1990 година.
Известен е с филми като „Чакалът от Науелторо“ („El Chacal de Nahueltoro“, 1969), „Писма от Марусия“ („Actas de Marusia“, 1976) – номиниран за „Оскар“ за най-добър чуждоезичен филм, „La última luna“ (2005), „Dawson Isla 10“ (2009).
Писал е за киното и латиноамерикански проблеми в няколко списания и сборници. В областта на художествената литература е написал детективския роман „Бандитът с прозрачните очи“ (El bandido de los ojos transparentes) и романа „Пътешественикът из 4-те парка“ (El viagemero de las 4 parquees), вдъхновени от живота на гръцкия му прародител, имигрирал в Чили.

## Избрана филмография
- „Чакалът от Науелторо“ („El Chacal de Nahueltoro“, 1969)
- „Писма от Марусия“ („Actas de Marusia“, 1976)
- „La última luna“ (2005)
- „Dawson Isla 10“ (2009)